# Attaché de justice
Ne doit pas être confondu avec Assistant de justice ou Auditeur de justice.
En France, l’attaché de justice, anciennement appelé juriste assistant, est un juriste apportant son concours aux magistrats auprès desquels il est affecté, au siège ou au parquet. Il se voit confier des fonctions d'analyse de fond et d'étude des situations juridiques les plus complexes, qui exigent actuellement des magistrats qu'ils y consacrent un temps de travail important, le but étant d’accroître la productivité des juridictions.
Le juriste assistant placé auprès d'un chef de cour change en moyenne tous les trois à quatre mois de juridiction, contrairement au juriste assistant classique. Il est un juriste mobile, capable de s'adapter à de nouvelles équipes pour remplir les missions qui lui sont confiées dans les juridictions du ressort de la cour d'appel.
Le juriste assistant ne doit pas être confondu avec l'assistant de justice, ce dernier étant recruté à temps partiel uniquement après quatre années d'études.

## Juridictions de l'ordre judiciaire

### Statut
La fonction de juriste assistant a été créée par la loi n° 2016-1547 du 18 novembre 2016 dite « loi de modernisation de la Justice » (« Justice 21 »).
Ce statut original a été défini par le décret n° 2017-1618 du 28 novembre 2017. Il est la version française du « law clerk », « judicial clerk » ou encore « judicial assistant » qui existe à l'étranger.
La loi du 20 novembre 2023 d'orientation et de programmation du ministère de la justice 2023-2027 crée l'attaché de justice qui a une fonction d'assistance auprès des magistrats. L'attaché de justice est soit un fonctionnaire, soit un contractuel, et se substitue dorénavant aux juristes assistants,. 

### Recrutement
Aux termes des textes légaux en vigueur, les candidats pour un poste de juriste assistant doivent, notamment être de nationalité française, jouir de leurs droits civiques et être de bonne moralité. Le recrutement est très sélectif.
Pour être recrutés, les juristes assistants doivent remplir des conditions strictes : soit ils sont titulaires d'un doctorat en droit, soit ils justifient d'une formation juridique de cinq ans après le baccalauréat (Master) avec une année d'expérience professionnelle dans le domaine juridique. Si les conditions sont remplies et que leur candidature est retenue, ils sont alors nommés à temps complet auprès des magistrats de l'ordre judiciaire (tribunaux judiciaires, tribunaux de première instance, cours d'appel et Cour de cassation).
Les candidatures sont instruites par les chefs de cour d'appel ou les chefs de la Cour de cassation (ou par leurs représentants). Les candidats sont auditionnés et peuvent être soumis à un examen pour évaluer leurs compétences.
Les juristes assistants sélectionnés bénéficient d'un statut de contractuel de l’État relevant de la catégorie A et sont engagés pour une durée de trois ans, renouvelable une fois.

### Mission générale
Les juristes assistants assistent les magistrats dans les dossiers d'une particulière technicité ou comportant des éléments de complexité tant sur le fond du droit, en matière civile et en matière pénale, que sur l'analyse juridique et la rédaction de projets de décisions. Ils assurent un travail de suivi et de coordination.
Ils participent à la constitution concrète d'une véritable équipe autour du magistrat.

### Déontologie
Préalablement à leur prise d'activité, les juristes assistants prêtent serment, selon les cas, devant la Cour de cassation, devant la cour d'appel ou devant le tribunal supérieur d'appel, en ces termes (article R. 123-39 du Code de l'organisation judiciaire) :

« Je jure de conserver le secret des informations sur les affaires judiciaires ainsi que sur les actes du parquet et des juridictions d'instruction et de jugement, dont j'aurai eu connaissance à l'occasion de mes travaux au sein des juridictions. »

Ils ne peuvent en aucun cas être relevés de ce serment.

### Intégration dans la magistrature
S'ils justifient de trois années au moins d'exercice professionnel en qualité de juriste assistant, ils peuvent déposer un dossier pour une nomination directe en qualité d'auditeur de justice à l'École nationale de la magistrature (ENM) sur le fondement des articles 18-1 et 18-2 de l'ordonnance statutaire.
À l'issue de l'instruction opérée par le parquet général, les dossiers sont soumis à l'avis d'une commission composée de magistrats : « la commission d'avancement » qui se réunit en mars, en juin et en novembre / décembre de chaque année. La commission d'avancement ne motive pas ses avis. S'ils sont recrutés, ils intègreront l'École nationale de la magistrature (ENM) pour une durée de 31 mois, aucune scolarité adaptée à leur profil n'ayant été organisée.
Les rapports de la commission d'avancement montrent une volonté d'intégrer les juristes assistants dans le corps judiciaire.